# 토머스 매케이

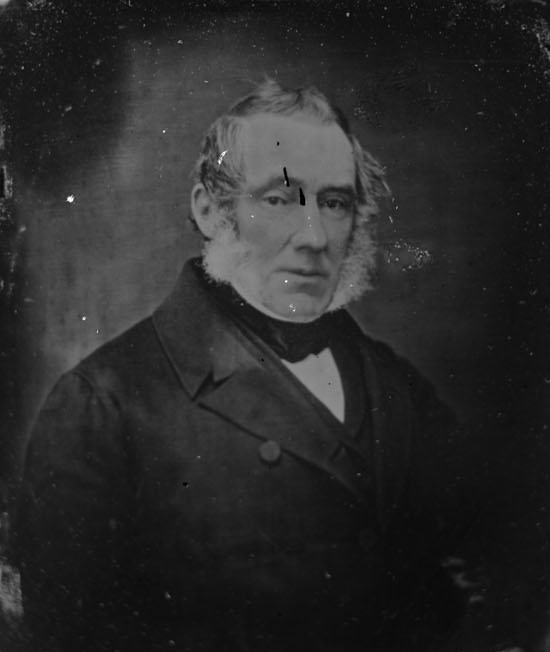
토머스 매케이

토머스 매케이(영어: Thomas McKay, 1792년 9월 1일 ~ 1855년 10월 9일)는 캐나다의 사업가였다. 그는 온타리오주 오타와를 창립에 크게 기여하였다. 그는 스코틀랜드 퍼스에서 태어났으며 나중에 유능한 석공이 되었다. 그는 1817년에 캐나다 식민지로 이민가서 몬트리올에 정착하였다.
그는 존 레드패스르는 스코트랜드계 사업가와 함께 일하였다. 두 사람의 토건 사업은 몬트리올 근교에 있는 라신 운하의 석조 공사를 맡았다. 그들은 다음으로 리도 강과 오타와 강 사이에 있는 바이타운에 위치한 리도 운하의 하류 쪽의 갑문들을 건축하였다. 맥케이는 또한 경간이 두 개 있는 유니언 다리(영어: Union Bridge)를 지었으며 이 다리는 오타와 강 위에 퀘벡주 헐과 바이타운 사이에 세운 첫 다리였다. 1827년 리도 운하의 공사 도중 그가 지은 카미세리어트(영어: Commissariat)는 오타와 시의 가장 오래된 석조건물로 현재 바이타운 박물관으로 용도가 바뀌었다.
토마스 맥케이는 리도 운하의 공사가 끝난 이후에도 바이타운에 머물었던 몇 안되는 기업주였다. 그는 리도 강과 오타와 강 사이에 교차한 지점에 있는 땅을 사서 마을을 창립하였다. 그 마을의 이름은 뉴 에든버러리고 명명하였다. 그는 거기서 제재소와 제분소를 지었다. 뉴 에든버러는 그의 도움으로 많은 스크틀랜드계 주민이 그곳에서 정착하도록 격려하여서 번창한 산업 중심지로 바꿨다. 그는 스코틀랜드 교회 소속 성 안드레아 장로교 교회의 장로 겸 관재인으로 활약하였다. 또한 그는 퀸스 대학교의 창립이사였다.
토마스 맥케이는 부유한 사업가가 되었으며 1837년에 그는 마을 동쪽에 4.5km2의 땅을 구입하였다. 그 땅의 서쪽 지역에서 그는 1838년에 리도 홀이라는 대저택을 지었다. 오늘날 캐나다의 총독의 관저로 쓰인다. 그는 그의 딸과 사위를 위해서 언스클리프이라는 대저택을 지었다. 맥케이가 소유하였던 잔여 토지는 나중에 록클리프 파크라는 마을로 변하였다. 또한 그는 오타와 지역에서 최초의 철도였던 바이타운 앤드 프레스콧 철도를 제공하였다. 철도의 종착역은 뉴 에든버러의 맨 북쪽에 있는 서섹스 드라이브에 있었다.
맥케이의 정치 경력은 바이타운 시의회의 의원에서 시작하여 1834년부터 1841년까지 어퍼 캐나다 하원의 의원으로 활동, 1841년부터 그가 숨젔던 1855년까지 어퍼 캐나다 식민지 상원의 의원으로 활동하였다.
토마스 맥케이는 오타와에 있는 비치우드 묘지에 안장되었다. 뉴 에든버러에서 그의 업적을 기르기 위해서 그의 이름으로 지은 맥케이 연합 교회가 있다.

## 그가 남긴 건축물
- 카미세리어트 (현재 바이타운 박물관)
- 리도 홀
- 언스클리프 (주캐나다 영국 고등판무관의 관저)

## 참고 자료
1. ↑  그는 그의 성씨를 McKay로 적었지만 그의 이름으로 지은 장소나 건물은 MacKay나 Mackay로 적었다.